# Iglesia de San Román (Massivert)
La iglesia de San Román de Massivert (en catalán Sant Romà de Massivert) es una iglesia románico del pueblo abandonado de Massivert, del antiguo término de Malpàs, actualmente perteneciente al término de el Pont de Suert.
Iglesia documentada de finales del siglo XII, era una de las posesiones del monasterio de Santa María de Lavaix, y era sufragánea de San Bartomé de Erta.
Es una pequeña iglesia muy sencilla, de una sola nave con ábside al este, sin arco triunfal. Es de las iglesias de las cercanías que conserva más bien su carácter románico.